# Apophua carinata
Apophua carinata là một loài tò vò trong họ Ichneumonidae.